# Václav Lohniský
Václav Lohniský (5. listopadu 1920 Holice – 18. února 1980 Jilemnice) byl český divadelní a filmový herec a režisér.

## Život
Narodil se v Holicích, část dětství prožil také v Úpici, kde maturoval na gymnáziu. Pak začal studovat bohoslovecký seminář v Hradci Králové. Toho však po dvou letech studia zanechal a směřoval svou kariéru k herectví.
Na dramatickém oddělení Pražské konzervatoře absolvoval obory herectví (1946) a režie (1948), v letech 1944–1946 byl členem souboru pražské avantgardní scény Větrník, od roku 1945 režijně i herecky působil na jevištích školního divadla DISK a pražského Divadla mladých pionýrů (1946–1948).
Jeho režijní talent pak naplno vyprofilovaly dvě velké scény, nejprve Státní divadlo v Ostravě (1948 –1951), na konci sezóny 1950/1951 pak společně s režisérem Lubošem Pistoriusem odešel do Krajského oblastního divadla v Plzni, kde do ukončení angažmá (1956) nastudoval i několik oper. Na obou scénách byl činný i herecky.
Od roku 1956 byl šéfrežisérem a v letech 1958–1965 ředitelem Divadla S. K. Neumanna v Praze-Libni (dnešní Divadlo pod Palmovkou). Jako host spolurežíroval (s Jiřím Němečkem a Jiřím Vrbou) první hudební komedii J. Suchého a J. Šlitra Člověk z půdy uvedenou v Divadle Semafor (premiéra 30. 10. 1959).
Veřejnosti je známější jako filmový herec, především představitel záporných rolí. K jeho nejznámějším filmovým postavám patří Hujer z komedie Marečku, podejte mi pero!, Smrťák z pohádky Dařbuján a Pandrhola, mnich z dramatu Kladivo na čarodějnice nebo docent Chocholoušek z komedie Jáchyme, hoď ho do stroje!.
Během svého života vytvořil 129 filmových rolí a byl režisérem 105 divadelních představení. Zemřel na infarkt při natáčení filmu Krakonoš a lyžníci.
Jeho manželkou byla dcera hudebního skladatele Karla Boleslava Jiráka, divadelní a filmová herečka Zora Jiráková (9. července 1923 – 23. března 2008), měl s ní dceru Michaelu Lohniskou (* 13. dubna 1946).

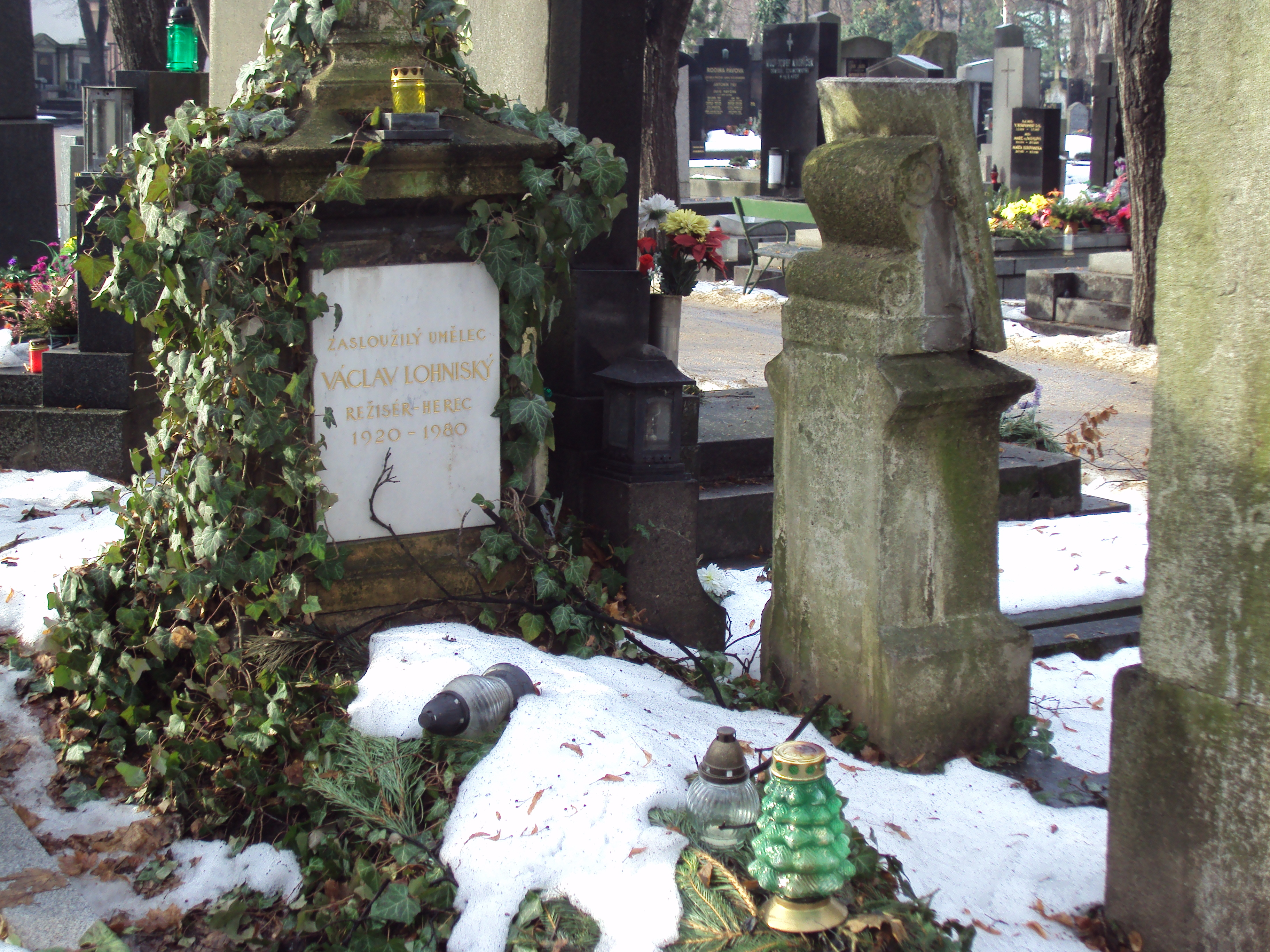
Hercův hrob na Olšanech

## Ocenění
- 1969 titul zasloužilý umělec

## Filmografie (výběr)
- 1950 Případ dr. Kováře – role: dělník Jan Váša, režie: Miloš Makovec
- 1950 Poslední výstřel – role: režie: Jiří Weiss
- 1957 Florenc 13,30 – role: cestující-čtenář režie: Josef Mach
- 1958 Dnes naposled – role: ředitel, režie: Martin Frič
- 1958 Tři přání – role: kádrovák, režie: Ján Kadár, Elmar Klos
- 1959 Dařbuján a Pandrhola – role: kmotr Smrťák, režie: Martin Frič
- 1959 Romeo, Julie a tma – role: železničář Souček, režie: Jiří Weiss
- 1959 Velká samota – role: Anton Sláma, družstevník, Martinův strýc, režie: Ladislav Helge
- 1960 Vyšší princip – role: profesor němčiny Richter, režie: Jiří Krejčík
- 1961 Kde alibi nestačí – role: recepční v hotelu International, režie: Vladimír Čech
- 1961 Procesí k panence – role: železničář Sadílek, režie: Vojtěch Jasný
- 1962 Transport z ráje – role: muž u kovárny, režie: Zbyněk Brynych
- 1962 Bílá oblaka – role: cestář, režie: Ladislav Helge
- 1963 Bez svatozáře – role: Bílek, vrátný, režie: Ladislav Helge
- 1963 Strach – role: zástupce vedoucího Hadraba, režie: Petr Schulhoff
- 1963 Tři zlaté vlasy děda Vševěda – role: lovčí, režie: Jan Valášek
- 1964 Kdyby tisíc klarinetů – role: major, člen štábu, režie: Ján Roháč, Vladimír Svitáček
- 1964 Vysoká zeď – role: domovník, režie: Karel Kachyňa
- 1964 Alibi na vodě – role: vrchní Josef, režie: Vladimír Čech
- 1966 Ženu ani květinou neuhodíš – role: poručík VB, režie: Zdeněk Podskalský
- 1966 Dýmky (povídka Dýmka hercova) – role: režisér, režie: Vojtěch Jasný
- 1966 Poklad byzantského kupce – role: vyšetřovatel Bohouš Beránek, režie: Ivo Novák
- 1968 Všichni dobří rodáci – role: domkář Zejvala, režie: Vojtěch Jasný
- 1968 Rakev ve snu viděti… – role: vrchní číšník Stěhule, režie: Jaroslav Mach
- 1969 Kladivo na čarodějnice – role: mnich, režie: Otakar Vávra
- 1970 322 – role: Lauko, režie: Dušan Hanák
- 1970 Lišáci, Myšáci a Šibeničák – role: hlas dědy Petárka, režie: Věra Plívová-Šimková
- 1971 Smrt černého krále – role: kněz, režie: Jiří Sequens
- 1971 Vražda v hotelu Excelsior – role: pianista Krofta, režie: Jiří Sequens
- 1973 Kronika žhavého léta – role: účetní družstva Buzek, režie: Jiří Sequens
- 1974 Jáchyme, hoď ho do stroje! – role: psychiatr docent Chocholoušek, režie: Oldřich Lipský
- 1975 Páni kluci – role:  školník, režie: Věra Plívová-Šimková
- 1975 Holka na zabití – role: číšník Otík, režie: Juraj Herz
- 1976 Marečku, podejte mi pero! – role: kontrolor Viktor Hujer/Robert, Hujerův bratr, režie: Oldřich Lipský
- 1976 Dým bramborové natě – role: hrobník Jaroš, režie: František Vláčil
- 1977 Honza málem králem – role: košíkář, režie: Bořivoj Zeman
- 1977 Já to tedy beru, šéfe...! – role: náborář Vogel z Drupospolu, režie: Petr Schulhoff
- 1978 Adéla ještě nevečeřela – role: Kratzmarův komorník, režie: Oldřich Lipský
- 1978 Deváté srdce – role: hostinský, režie: Juraj Herz
- 1978 Já už budu hodný, dědečku! – role: filmový režisér Tichý, režie: Petr Schulhoff
- 1978 Princ a Večernice – role: vysloužilec kapitán, režie: Václav Vorlíček
- 1978 Hop – a je tu lidoop – role: rybář Fuksa, režie: Milan Muchna
- 1979 Pumpaři od Zlaté podkovy – role: pumpař Lojza Dvořák, režie: Otakar Fuka
- 1979 Lásky mezi kapkami deště – role: dělník Berka, režie: Karel Kachyňa
- 1979 Božská Ema – role: přednosta stanice, režie: Jiří Krejčík
- 1979 Od zítřka nečaruji – role: kuchař Hurta, režie: Jindřich Polák
- 1979 Božská Ema – role: přednosta stanice, režie: Jiří Krejčík
- 1979 Lásky mezi kapkami deště – role: dělník Berka, režie: Karel Kachyňa
- 1980 Útěky domů – role: vrátný v kojeneckém ústavu, režie: Jaromil Jireš
- 1980 Krakonoš a lyžníci – role: starší financ, režie: Věra Plívová-Šimková
- 1981 Trhák – role: zedník Merunka, režie: Zdeněk Podskalský
- 1984 ...a zase ta Lucie! – role: opravář televizorů, režie: Jindřich Polák

### Televize
- 1966 Eliška a její rod (seriál), 2 epizody – role: Kocman
- 1972 Bližní na tapetě (cyklus mikrokomedií Malé justiční omyly) – role: řidič gazíku (12. příběh: Hračičkové)
- 1973 Byli jednou dva písaři (seriál) – role: majitel kavárny (1. příběh: Dědictví)
- 1972–1973 Ctná paní Lucie (seriál) – role: Kuneš Smolenský z Babínu
- 1973 Čestné kolo (TV film) – role: vedoucí výpravy
- 1974 Královské usínání (TV film) – role: Ulrich
- 1975 Nejmladší z rodu Hamrů (seriál), 10 epizod – role: Sýkora
- 1975 Chalupáři (seriál), 1 epizoda – role: Burian, příslušník VB v Praze
- 1976 30 případů majora Zemana (epizoda Hon na lišku – 1948) – role: Hans Jäger
- 1977 30 případů majora Zemana (epizoda Konec velké šance – 1957) – role: lékař
- 1979 30 případů majora Zemana (epizoda Tatranské pastorále – 1965) – role: vizážista Vilda
- 1980 Arabela (seriál), 4 epizody – role: zloděj Fousek
- 1982 Dynastie Nováků (seriál) – role: vrátný v nemocnici

## Divadelní režie, výběr
- 1945 Jaroslav Kvapil: Princezna Pampeliška, Divadlo DISK
- 1950 William Shakespeare: Jak se vám líbí, Státní divadlo v Ostravě
- 1952 Molière: Don Juan, Krajské oblastní divadlo v Plzni
- 1954 V. Majakovskij: Ledová sprcha, Krajské oblastní divadlo v Plzni
- 1954 William Shakespeare: Kupec benátský, Krajské oblastní divadlo v Plzni

## Divadelní role, výběr
- 1943 Josef Šmída (dle soudniček F. Němce): Sentimentální romance, Petule Jan, hodinář, divadlo Větrník, režie Josef Šmída
- 1945 Josef Šmída: Dramatická anabase třemi díly románu Osudy dobrého vojáka Švejka od Jaroslava Haška, Vodička, Větrník, režie Josef Šmída
- 1946 A. Dumas, J. Šmída: Všichni za jednoho – jeden za všechny, Větrník, režie Josef Šmída